# Đại học Nebraska Omaha
Đại học Nebraska Omaha (tiếng Anh: University of Nebraska Omaha hay UNO) là một viện đại học nghiên cứu công lập tọa lạc tại thành phố Omaha, Nebraska, Hoa Kỳ. Trước kia, ngôi trường có tên là Đại học Omaha, thành lập vào năm 1908 và là cơ sở giáo dục tư thục với nền tảng giáo dục theo Thiên chúa giáo.
Đại học Nebraska tại Omaha hiện có hơn 200 chương trình đào tạo với 6 trường cao đẳng chuyên ngành khác nhau và có hơn 60 cơ sở lớp học, sinh viên, thể thao và nghiên cứu trải rộng trên 3 cơ sở. Trường được xếp vào nhóm "R2: Các trường đại học tiến sĩ - Hoạt động nghiên cứu cao" theo Hệ thống phân loại Carnegie.
Các đội thể thao sinh viên của viện đại học sử dụng tên gọi Omaha Mavericks thi đấu ở 15 môn thể thao tại NCAA Division I. UNO nhận được sự chú ý của cả nước vào năm 2015, khi đội khúc côn cầu lần đầu tiên lọt vào bán kết quốc gia (Frozen Four) trong khuôn khổ giải NCAA.

## Lịch sử
Đại học Omaha ban đầu được thành lập vào năm 1908 tại khu Kountze Place, Bắc Omaha. Các lớp học đầu tiên được đặt tại tòa nhà Redick Mansion, góc đường số 24 Bắc và đường Pratt, từ năm 1909 đến năm 1917. Ban đầu, hầu hết giảng viên của trường đều đến từ Chủng viện Thần học Trưởng lão Omaha (Omaha Presbyterian Theological Seminary) hay trường Cao đẳng Bellevue (1883-1918). Ba trong số bốn hiệu trưởng đầu tiên của Đại học Omaha được phong chức mục sư Trưởng Lão. Hai công trình khác trong khuôn viên đại học lúc bấy giờ là Jacobs Hall, một phòng tập thể dục được xây dựng vào năm 1910 và Joslyn Hall, một tòa nhà dùng để giảng dạy được xây dựng vào năm 1917.
Ngôi trường trở thành một cơ sở giáo dục công cộng vào năm 1930, với việc di dời từ Bắc Omaha đến khuôn viên ngày nay tại góc đường số 60 và Phố Dodge vào năm 1938. Các công trình cũ của trường được tái phát triển thành căn hộ và văn phòng. Chúng bị dỡ bỏ vào đầu những năm 1960 để nhường chỗ cho tòa nhà chung cư 12 tầng thuộc Cơ quan Quản lý Nhà ở Omaha dành cho người già, được hoàn thành vào năm 1965.
Tiến sĩ Milo Bail trở thành hiệu trưởng của Đại học Omaha vào năm 1948 cho đến năm 1965. Trong thời gian đó, ông trùm kinh doanh ngành khách sạn tại Omaha Eugene C. Eppley đã quyên góp hơn 1,2 triệu đô la Mỹ cho trường đại học. Sau khi ông qua đời, Quỹ tư nhân của Eppley đã quyên góp thêm 50.000 đô la Mỹ để tuyển dụng các giảng viên đại học nổi tiếng. Về sau, tòa nhà Eugene C. Eppley Administration, được thiết kế bởi John Latenser, Sr., trong khuôn viên trường được đặt theo tên của ông để ghi nhận những đóng góp này. Vào ngày 1 tháng 7 năm 1968, Đại học Omaha gia nhập vào Hệ thống Đại học Nebraska và đổi tên thành Đại học Nebraska tại Omaha.

## Đào tạo
Đại học Nebraska tại Omaha được xếp vào nhóm "R2: Các trường đại học tiến sĩ - Hoạt động nghiên cứu cao" theo Hệ thống phân loại Carnegie. UNO còn sở hữuViện Peter Kiewit, một cơ sở khoa học máy tính và kỹ thuật trị giá 70 triệu đô la Mỹ. Viện này bao gồm Cao đẳng Khoa học và Công nghệ Thông tin (College of Information Science and Technology) của Đại học Nebraska tại Omaha, Cao đẳng Kỹ thuật và Công nghệ của Đại học Nebraska–Lincoln và Trung tâm Holland Computer, nơi có siêu máy tính Firefly. Cao đẳng Khoa học và Công nghệ Thông tin cấp các văn bằng về Khoa học Máy tính, Hệ thống Quản lý Thông tin, Tin sinh học, Bảo mật Thông tin và Đổi mới Công nghệ Thông tin. Năm 2002, UNO trở thành trường đại học đầu tiên ở Nebraska cấp bằng khoa học máy tính được ABET công nhận và là trường đại học duy nhất của tiểu bang có chương trình hệ thống thông tin được ABET công nhận.
Cao đẳng Quan hệ Công chúng và Dịch vụ Cộng đồng (College of Public Affairs and Community Service) của Đại học Nebraska tại Omaha bao gồm 8 ban ngành và nhiều cơ quan khác. Trường sở hữu 8 chương trình đào tạo được US News & World Report xếp trong nhóm 25 chương trình tốt nhất vào năm 2023.

## Khuôn viên

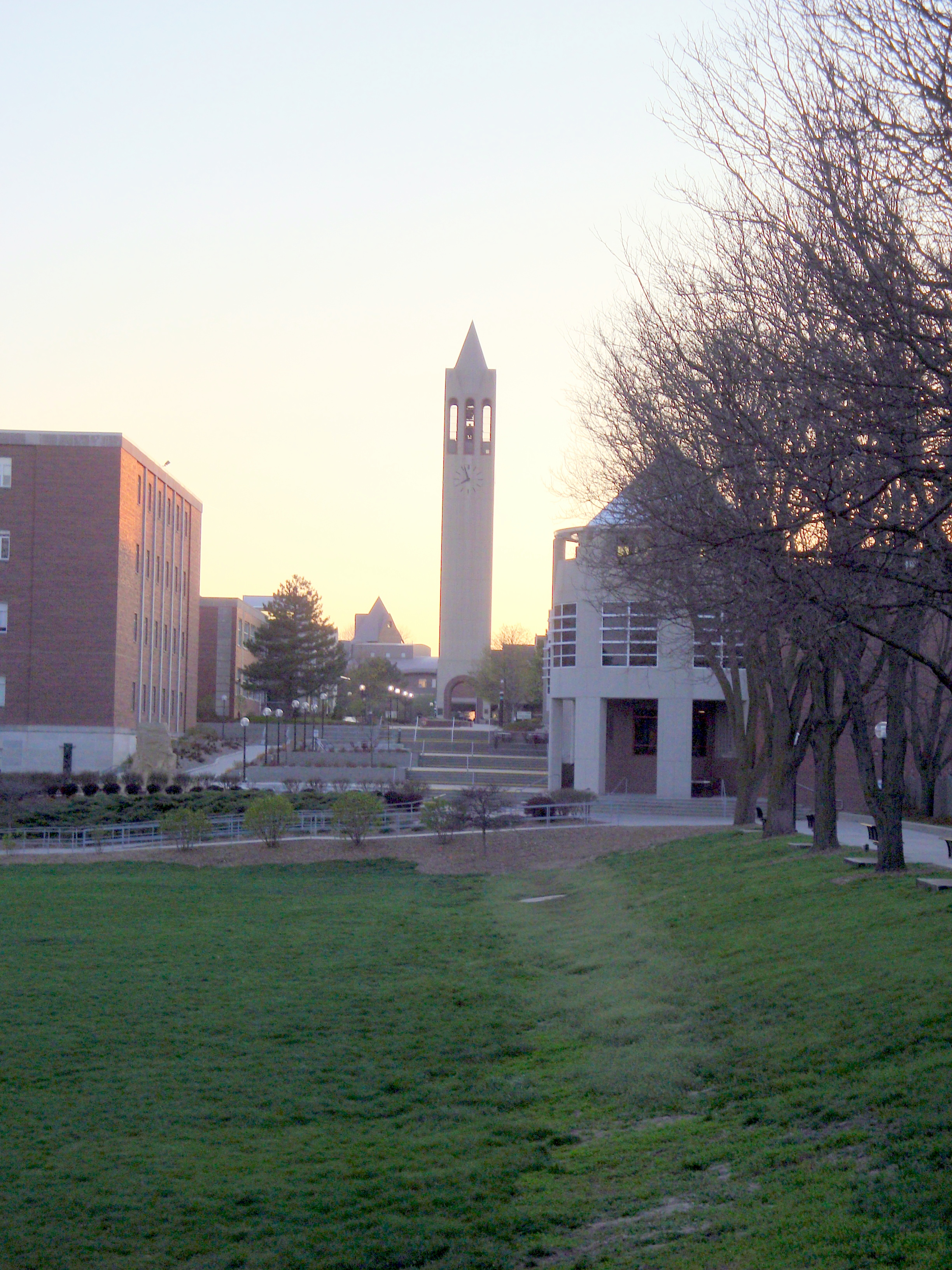
Khuôn viên Dodge của Đại học Nebraska Omaha

Đại học Nebraska tại Omaha tọa lạc tại trung tâm thành phố Omaha, và được chia làm hai khuôn viên khác nhau: khuôn viên Dodge và khuôn viên Scott.

### Khuôn viên Dodge
Khuôn viên Dodge là cơ sở chính và lớn nhất của Đại học Nebraska tại Omaha. Khuôn viên Dodge cũng là nơi đặt các cơ quan ban ngành sau:
- Cao đẳng Nghệ thuật và Khoa học (College of Arts and Sciences)
- Cao đẳng Truyền thông và Mỹ thuật (College of Communication, Fine Arts, and Media)
- Cao đẳng Giáo dục (College of Education)
- Cao đẳng Công vụ và Dịch vụ Cộng đồng (College of Public Affairs and Community Service)
- Cơ quan đào tạo sau đại học
- Cơ quan đào tạo quốc tế

Ngoài ra, cơ sở này còn là nơi đặt Thư viện Dr. C.C. and Mabel L. Criss, Trung tâm Biểu diễn Nghệ thuật Strauss, Phòng trưng bày Nghệ thuật UNO và Nhà hát Black Box. Các khu ký túc xá sinh viên như University Village hay Maverick Village bao gồm nhiều tòa nhà, trải rộng khắp rìa phía tây của khuôn viên Dodge.

### Khuôn viên Scott
Khuôn viên Scott là nơi đặt các tòa nhà quan trọng của Cao đẳng Quản trị Kinh doanh (College of Business Administration) và Cao đẳng Khoa học và Công nghệ Thông tin (College of Information Science and Technology), Viện Peter Kiewit và Trường Kỹ thuật Kiến trúc Charles W. Durham (Charles W. Durham School of Architectural Engineering). Trường Cao đẳng Khoa học và Công nghệ Thông tin là nơi sở hữu Trung tâm Học thuật về Hoạt động Mạng (CAE-CO) của Cơ quan An ninh Quốc gia (NSA) duy nhất tại bang Nebraska.
Nhà thi đấu Baxter nằm ở phía nam khuôn viên Scott được khánh thành vào tháng 10 năm 2015. Nhà thi đấu có sức chứa 7.500 người và là nơi tổ chức các trận thi đấu khúc côn cầu nam, bóng rổ nam và nữ, bóng chuyền nữ và nhiều sự kiện cộng đồng khác.